# Tygelvallaby
Tygelvallaby (Onychogalea fraenata) är en art i familjen kängurudjur.

## Kännetecken
Djuret når en kroppslängd på mellan 43 och 70 centimeter och därtill kommer en 36 till 73 centimeter lång svans. Vikten ligger mellan 4 och 8 kilogram. Hannar är betydlig större än honor. De bakre extremiteterna är liksom hos andra kängurudjur långa och kraftiga. Som andra arter i samma släkte har den ett utskott vid svansen som påminner om en spik. Ovansidan har huvudsakligen en grå färg och undersidan är vitaktig. Kännetecknande är vita strimmar på djurets rygg som liknar en tygel. Strimmorna går från öronen över skuldran till den vita buken. Även vid höften finns otydliga vita strimmor.

## Utbredning och habitat
Tidigare förekom arten i större delar av Australien, bland annat östra Queensland, New South Wales och Victoria. Idag finns bara en liten population i Queensland kvar. Habitatet utgörs av torr busk- eller gräsmark med några akaciaträd.

## Levnadssätt
Tygelvallaby är aktiv från skymningen till gryningen. På dagen vilar den bland högt gräs eller i enkla bon. Vanligen lever varje individ ensam men under särskilt torra perioder bildas grupper. När de lever ensamma är hanens revir cirka 60 hektar stort medan honans revir är omkring 25 hektar. Den äter gräs och olika örter samt lite bark. Som hos andra kängurudjur är magsäcken uppdelad i flera delar för att omsätta födan bättre.
Efter ungefär 24 dagars dräktighet föder honan, oftast i maj, en enda unge. Ungen stannar de första elva månaderna i pungen (marsupium) och är efter cirka ett år självständig. Könsmognaden infaller för honor vid cirka 4,5 månaders ålder och för hanar vid 9 månader.

## Hot
Fram till 1800-talet hade arten en ganska stor population. Beståndet minskade huvudsakligen på grund av levnadsområdets omvandling till betesmark för får. Dessutom tillkom nya fiender som rödräven och nya konkurrenter som kaniner. Mellan 1937 och 1973 iakttogs inga individer och arten listades redan som utdöd.
Under 1970-talet hittades en mindre population i ett 100 km² stort område i Queensland. Australiens regering köpte delar av regionen och inrättade Taunton nationalpark där. Dessutom påbörjades avelsprogram för att återinföra djuret i andra regioner. Tygelvallaby lever nu även i Idalia nationalpark och Avocet Nature Refuge.
IUCN uppskattar populationen numera till 1100 individer och klassificerar arten som starkt hotad (endangered).